# Jagapura Lor
Jagapura Lor is een bestuurslaag in het regentschap Cirebon van de provincie West-Java, Indonesië. Jagapura Lor telt 6578 inwoners (volkstelling 2010).